# Nachwuchsleistungszentrum
Ein Nachwuchsleistungszentrum, auch kurz NLZ oder DFB-Leistungszentrum genannt, ist auf der zweiten Förderstufe der Nachwuchsförderung im deutschen Fußball eine sportliche Anlaufstation für die regionalen Spitzentalente. In den Nachwuchsleistungszentren sollen Talente und Perspektivspieler systematisch in einem hochprofessionellen Umfeld auf den Lizenzfußball vorbereitet und gefördert werden.

## Einführung
Im Rahmen des Talentförderprogramms startete der Deutsche Fußball-Bund (DFB) in der Saison 2002/03 mit dem Projekt Nachwuchsförderung. Im Februar 2024 gab es 58 Nachwuchsleistungszentren, verteilt in ganz Deutschland.

## Voraussetzungen/Richtlinien
Alle Vereine der Bundesliga und 2. Bundesliga sind per Lizenzierungsstatus zum Aufbau eines NLZ verpflichtet. Vereine unterhalb der beiden höchsten Spielklassen haben ebenso die Möglichkeit, ein NLZ aufzubauen. Aktuell (Februar 2024) führen neben den 36 verpflichteten Lizenzvereinen 14 Vereine aus der 3. Liga und acht Vereine aus den Regionalligen ein anerkanntes NLZ.

## Zertifizierung
Die deutschen Leistungszentren werden von drei Instanzen zertifiziert. Neben DFB und DFL ist seit der Saison 2007/08 auch die belgische Agentur Double PASS an der Zertifizierung beteiligt. Die Bewertung erfolgt über die Vergabe von maximal drei Qualitätssternen.
Es werden folgende acht Kriterien bei der Zertifizierung berücksichtigt:
- Strategie und Finanzen
- Organisation und Verfahren
- Fußball-Ausbildung und Bewertung
- Unterstützung und Bildung
- Personal
- Kommunikation und Kooperation
- Infrastruktur und Ausstattung
- Effektivität und Durchlässigkeit